# Steven Rooks
Steven Rooks (Oterleek, 7 de agosto de 1960) foi ciclista profissional entre os anos 1982 e 1995, nos que conseguiu 37 vitórias.
Bom escalador e corredor de provas de um dia, teve o seu grande ano desportivo em 1988, no que subiu ao pódio do Tour de France como 2º classificado, além de conseguir uma etapa e ganhar a classificação da montanha.
No final de 1999, no programa de televisão holandês Reporter, admitiu junto a Maarten Ducrot e Peter Winnen ter-se dopado durante a sua carreira. Rooks disse ter usado testosterona e anfetaminas durante os 13 anos que competiu como profissional.

## Palmarés
| 1983 - Liège-Bastogne-Liège 1985 - 1 etapa da Dauphiné Libéré - 1 etapa da Volta à Catalunha - 1 etapa da Volta à Noruega 1986 - Amstel Gold Race - Tour de Luxemburgo - Volta à Andaluzia, mais 1 etapa - Grande Prêmio da Valônia 1987 - 1 etapa da Volta à Suíça 1988 - Campeonato de Zurique - 2º no Tour de France, mais 1 etapa, classificação da montanha e classificação da combinada - Acht van Chaam | 1989 - 1 etapa do Tour de France, mais classificação da combinada - 1 etapa da Volta à Catalunha - Tour de Vaucluse 1990 - 2º no Campeonato dos Países Baixos em Estrada 1991 - Campeonato dos Países Baixos em Estrada - 2º no Campeonato Mundial em Estrada 1992 - 1 etapa da Volta a Galiza 1993 - 2º no Campeonato dos Países Baixos em Estrada 1994 - Campeonato dos Países Baixos em Estrada |

## Resultados em Grandes Voltas e Campeonatos do Mundo
| Corrida            | 1983 | 1984 | 1985 | 1986 | 1987 | 1988 | 1989 | 1990 | 1991 | 1992 | 1993 | 1994 |
| ------------------ | ---- | ---- | ---- | ---- | ---- | ---- | ---- | ---- | ---- | ---- | ---- | ---- |
| Giro d'Italia      | -    | -    | -    | -    | -    | -    | -    | 75º  | -    | -    | -    | -    |
| Tour de France     | Ab.  | -    | 25º  | 9º   | Ab.  | 2º   | 7º   | 33º  | 26º  | 17º  | F.C. | Ab.  |
| Volta a Espanha    | -    | -    | -    | -    | -    | -    | -    | -    | 9º   | 10º  | -    | -    |
| Mundial em Estrada | Ab.  | Ab.  | -    | 57º  | 6º   | 70º  | 4º   | Ab.  | 2º   | 5º   | 46º  | Ab.  |